# بوجرير
بُوجَرِير قرية تقع في معتمدية سجنان بولاية بنزرت في الشمال التونسي، على الطريق الجهوية رقم 58.

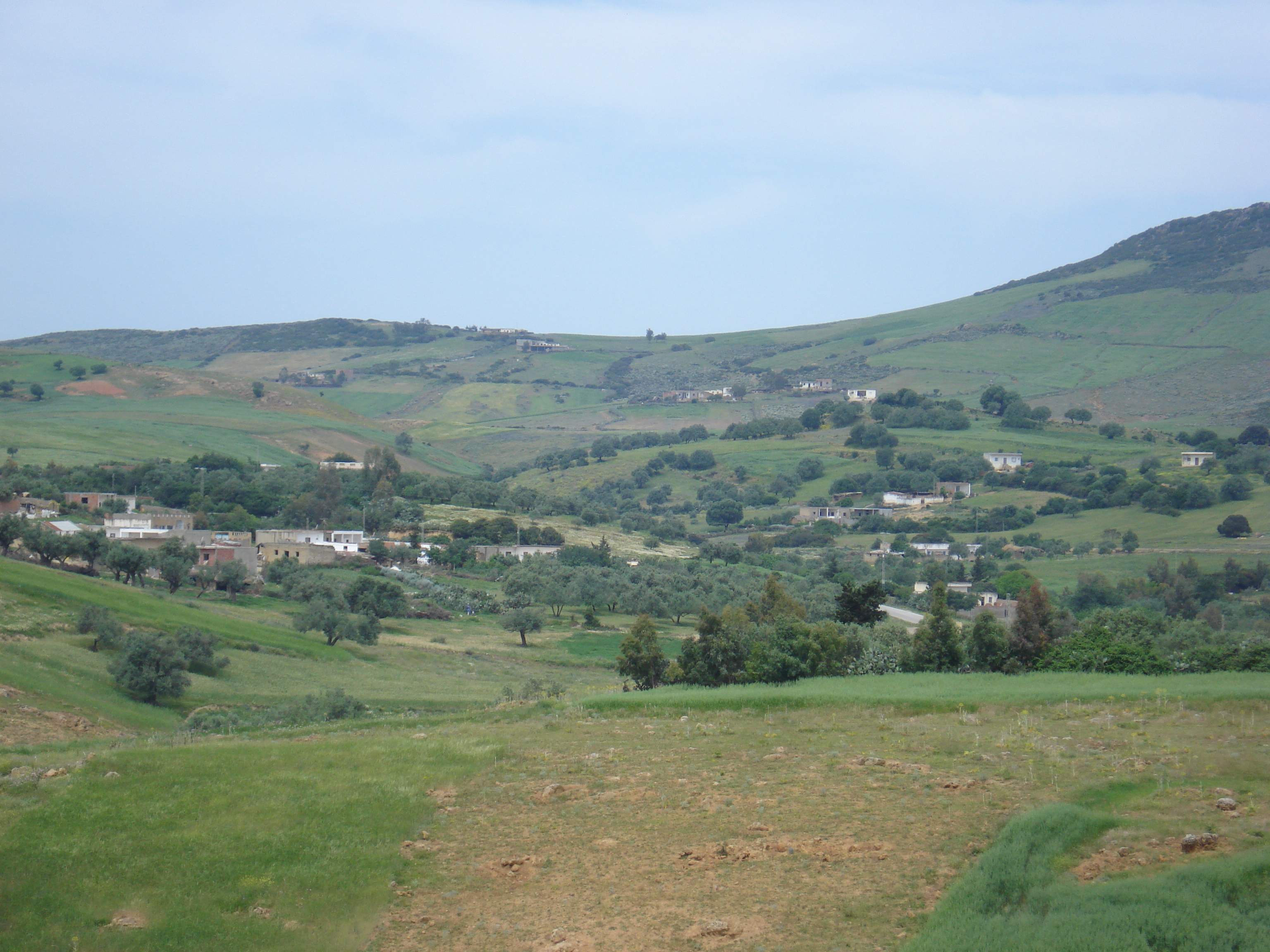
قرية بوجرير

### مواضيع ذات علاقة
- معتمدية سجنان.
- ولاية بنزرت.

1. ↑  "المناطق الترابية (العمادات) حسب الولايات والمعتمديات". اطلع عليه بتاريخ 2024-11-30.